# 袁帆
袁帆（1986年11月6日—），出生于上海，中国足球运动员，中国国家女子足球队成员，司职后卫。她曾参加2006年亚洲运动会和2010年亚洲运动会，其中在2006年亚洲运动会收获一枚铜牌。